# استان مورونا-سانتیاگو
استان مورونا-سانتیاگو (به اسپانیایی: Morona-Santiago Province) یک استان در Ecuador است که در Ecuador واقع شده‌است.

## خصوصیات
استان مورونا-سانتیاگو ۲۳٬۸۷۵ کیلومترمربع مساحت و ۱۴۷٬۸۶۶ نفر جمعیت دارد.